# Playa de Fenals
La playa de Fenals es una playa situada en el término municipal de Lloret de Mar (Gerona) España, en la Costa Brava Sur, entre la cala Sa Boadella y la playa de Lloret. 
Es una playa de arena gruesa, de unos 700 metros de largo y un 10% de pendiente. Cuenta con todo tipo de equipamientos (como servicio de limpieza del paseo y la arena, papeleras, punto de información turística, teléfonos públicos, servicio de baño y acompañamiento a personas con movilidad reducida), señalización (como canales de entrada y salida de embarcaciones, playa balizada a 200 m, línea de seguridad, banderas de señalización del estado de la mar), servicio de salvamento y primeros auxilios, vigilancia y actividades de ocio (como alquiler de sombrillas y tumbonas, esquí acuático, parasailing, patines, kayak, quiosco de venta de helados y bebidas, restaurantes, zona deportiva).
Está situada en una zona semi urbanizada de Lloret de Mar y se accede por la carretera GI-682 (Blanes-Lloret). Se puede llegar en autobús interurbano.
En un lado de la playa, en forma de bahía muy abierta y de aguas hondonadas, se alza un promontorio (que es el punto más alto de la costa de Lloret) donde están los restos del Castillo de San Juan.
La playa ha sido distinguida con el distintivo de Bandera Azul.
- Datos: Q17338165
- Multimedia: Platja de Fenals / Q17338165